# Karlsbyheden och Blixbo
Karlsbyheden och Blixbo – miejscowość (tätort) w Szwecji, w regionie administracyjnym (län) Dalarna, w gminie Falun.
Według danych Szwedzkiego Urzędu Statystycznego liczba ludności wyniosła: 338 (31 grudnia 2015), 279 (31 grudnia 2018) i 280 (31 grudnia 2019).